# Ricardo França (político)
Ricardo Longatti França, (Indaiatuba, 25 de maio de 1991), mais conhecido como Ricardo França, é um político brasileiro, filiado ao Podemos (PODE).
Atualmente exerce o cargo de deputado estadual pelo estado de São Paulo, foi eleito em 2022 ao cargo com 64.145 votos.

## Biografia
Em 2016, aos 25 anos, foi eleito vereador em Indaiatuba, pelo Partido Republicano Progressista (PRP) com 5.185 votos. Em 2020, foi reeleito como o vereador mais votado da história de Indaiatuba com 7.321 votos.